# Emmy Rossum
Emmy Rossum, właśc. Emmanuelle Grey Rossum (ur. 12 września 1986 w Nowym Jorku) – amerykańska aktorka i piosenkarka. Zagrała m.in. w filmach Upiór w operze, Dragonball czy Pojutrze. Później grała w serialu Shameless – Niepokorni.
W 2007 roku ukazała się jej płyta zatytułowana Inside Out. W 2007 roku Emmy wydała też płytę Caroll of the Bells z trzema świątecznymi piosenkami, a w 2013 album Sentimental Journey. W 2015 nagrodzona lalką Barbie Shero.

## Życiorys

### Młodość i początki kariery
Emmy wychowywała się w Nowym Jorku na Manhattanie, ukończyła prywatną szkołę Spence School. W wieku 7 lat rozpoczęła swoją karierę w Metropolitan Opera, gdzie śpiewała w dziecięcych chórkach w 20 różnych operach w 6 różnych językach. Z opery tej odeszła w wieku 12 lat, ponieważ była za duża na dziecięce kostiumy.

### Kariera muzyczna
W 2007 roku, Emmy Rossum wydała swój pierwszy album muzyczny - Inside Out. Tego samego roku ukazała się też jej świąteczna EP Carol of the Bells. Rossum wydała też EP płyty Inside Out, z trzema piosenkami (Slow me down, Stay, Falling), oraz 20-minutowym dokumentem o sobie. Emmy nagrała duet z piosenkarką Dolly Parton, natomiast w 2010 roku, śpiewała razem z Alexem Bandem piosenkę Cruel One, do nowego albumu Banda – We’ve All Been There. Latem 2008 roku, Emmy oświadczyła, że jest w trakcie pisania i komponowania piosenek do jej drugiego albumu. W listopadzie 2012 zostało ogłoszone, że album zostanie wydany w wytwórni Warner Bros Records. Płyta Sentimental Journey ukazała się 29 stycznia 2013. W odróżnieniu od albumu Inside Out, który zawierał piosenki autorstwa Rossum, ten jest kompilacją coverów klasycznych piosenek, które obejmują okres od lat 20. do 60. Są to utwory głównie jazzowe i rockowe. Każda z dwunastu piosenek zarówno tekstowo jak i emocjonalnie odzwierciedla kolejny miesiąc roku. Do trzech utworów zostały nagrane tzw. „vignettes”, które mają zastępować klasyczne teledyski.

### Działalność charytatywna i udział w kampaniach
Emmy Rossum jest ambasadorem YouthAIDS, oraz oficjalnym rzecznikiem PiNKiTUDE – kampanii mającej na celu zwiększenie świadomości kobiet w walce z rakiem piersi. Emmy współpracuje z Global Green USA, uczestniczyła w ogłoszeniach z udziałem Natural Resources Defense Council (NRDC) oraz UNICEF.

## Życie prywatne
Jest z pochodzenia Żydówką. Jej matka – Cheryl, pracowała jako fotograf, ojciec natomiast był bankierem. Jej daleki przodek był lekarzem Jerzego Waszyngtona. Ma dwa psy – yorkshire terriera o imieniu Cinnamon i Chihuahua, który wabi się Sugar. Emmy ma też kotkę o imieniu Fiona. Gwiazda była zamężna z producentem muzycznym Justinem Siegelem. Para pobrała się w 2008. Justin złożył pozew rozwodowy w 2010.
Emmy Rossum jest chora na celiakię. Obecnie Emmy studiuje język francuski i historię sztuki na Columbia University. Jej najbliżsi przyjaciele wśród gwiazd to Justin Chatwin (grała razem z nim w dwóch filmach), Ashlee Simpson i Leighton Meester.

## Filmografia

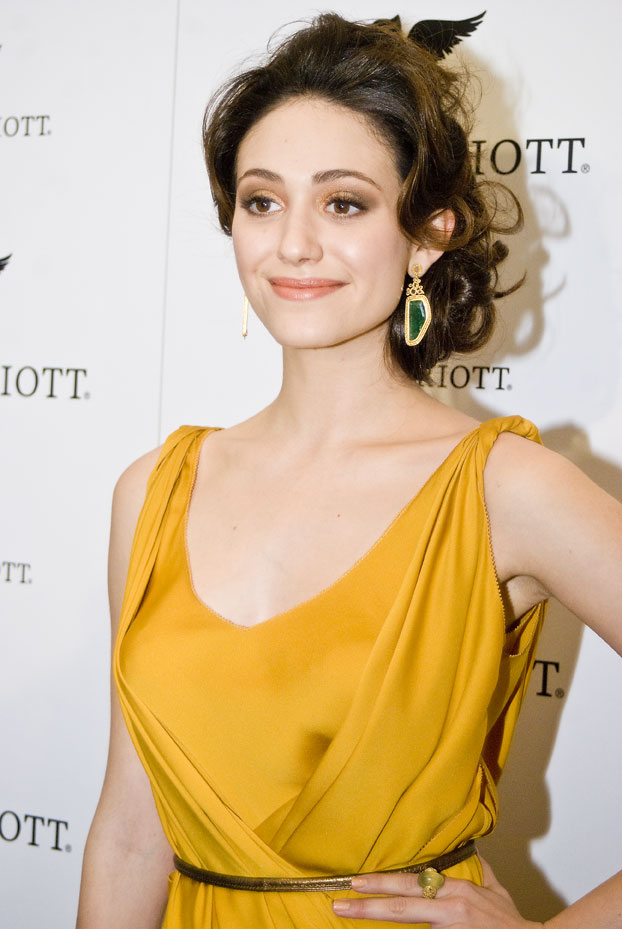
Emmy Rossum na otwarciu Hotelu JW Marriott w marcu 2011

### Filmy
| Rok  | Tytuł                   | Rola                       | Wyróżnienia |
| ---- | ----------------------- | -------------------------- | --- |
| 1998 | Grace i Glorie          | Luanne                     | |
| 1998 | Tylko miłość            | Lily                       | |
| 1999 | Geniusz                 | Claire Addison             | nominacja do Young Artist Award w kategorii Najlepsza Drugoplanowa Młoda Aktorka w Filmie Telewizyjnym lub Pilocie                                   |
| 2000 | Historia Audrey Hepburn | Młoda Audrey Hepburn       | |
| 2000 | Łowczyni piosenek       | Deladis Slocumb            | nominacja do Independent Spirit Award w kategorii Najlepsza Rola Debiutancka                                                                         |
| 2000 | To musisz być Ty        | Młoda dziewczyna           | |
| 2001 | Amerykańska rapsodia    | Sheila                     | |
| 2001 | Odzyskać spokój         | Nicky Trent / Jenny Thomas | |
| 2002 | Passionada              | Vicky Amonte               | |
| 2003 | Rzeka tajemnic          | Katie Markum               | |
| 2003 | Nola                    | Nola Keynes                | |
| 2004 | Upiór w operze          | Christine Daaé             | Nominacje do Złotego Globu i nagrody Satelita w kategorii Najlepsza Aktorka w Komedii lub Musicalu, Saturn w kategorii Najlepsza Rola Młodego Aktora |
| 2004 | Pojutrze                | Laura Chapman              | Nominacja do MTV Movie Award w kategorii Przełomowa Rola Żeńska (wygrała Rachel McAdams za Wredne dziewczyny)                                        |
| 2006 | Posejdon                | Jennifer Ramsey            | |
| 2009 | Dragonball              | Bulma                      | |
| 2009 | Dare                    | Alexa                      | Young Hollywood Awards na festiwalu Savannah Festival za najlepszą rolę kobiecą wśród młodych aktorek                                                |
| 2011 | Inside                  | Christina Perasso          | |
| 2013 | Piękne Istoty           | Ridley Duchannes           | |
| 2014 | Nie jesteś sobą         | Bec                        | |

### Seriale
| Rok         | Tytuł                               | Rola             | Wyróżnienia |
| ----------- | ----------------------------------- | ---------------- | --- |
| 1999        | As the World Turns                  | Abigail Williams | |
| 1997        | A Will of their Own                 | młoda Sarah      | |
| 1998        | Prawo i porządek (Law & Order)      | Alison Martin    | |
| 1999        | Gang panny Gleen (Snoops)           | Caroline Bells   | |
| 2001        | Kancelaria adwokacka (The Practice) | Allison Ellison  | |
| 2010 – 2016 | Shameless – Niepokorni              | Fiona Gallagher  | PRISM Awards w kategorii Najlepsza aktorka komediowa (Best Performence in Comedy Series), Critics Choice Television Awards w kategorii Najlepsza aktorka w serialu dramatycznym |

## Dyskografia

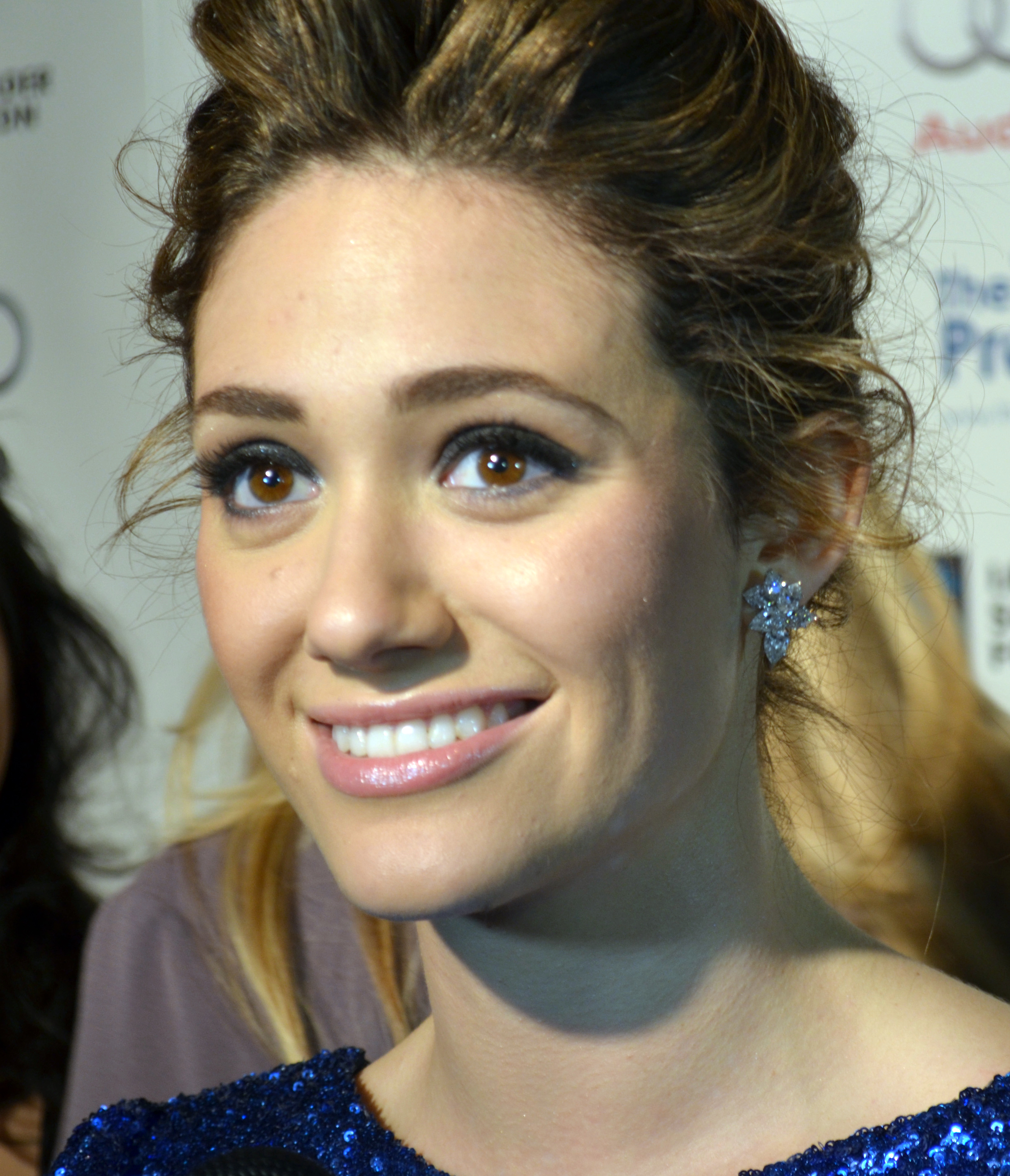
Emmy Rossum (2011)

| Albumy Emmy Rossum      | Rok wydania |
| ----------------------- | ----------- |
| Inside Out              | 2007        |
| Carol of the Bells (EP) | 2007        |
| Inside Out (EP)         | 2007        |
| Sentimental Journey     | 2013        |

| Single Emmy Rossum (niepochodzące z płyty) |      |
| ------------------------------------------ | ---- |
| So Right                                   | 2009 |
| Street of Dreams                           | 2003 |
| Don't Break my Heart                       | 2003 |

| Teledyski                                   |      |
| ------------------------------------------- | ---- |
| Slow me down                                | 2007 |
| Falling                                     | 2007 |
| So Right                                    | 2009 |
| Inside Out                                  | 2007 |
| Stay                                        | 2007 |
| These Foolish Things                        | 2013 |
| Nobody Knows You (When You're Down And Out) | 2013 |
| Apple Blossom Time                          | 2013 |